# 澎湖廟宇法師流派列表

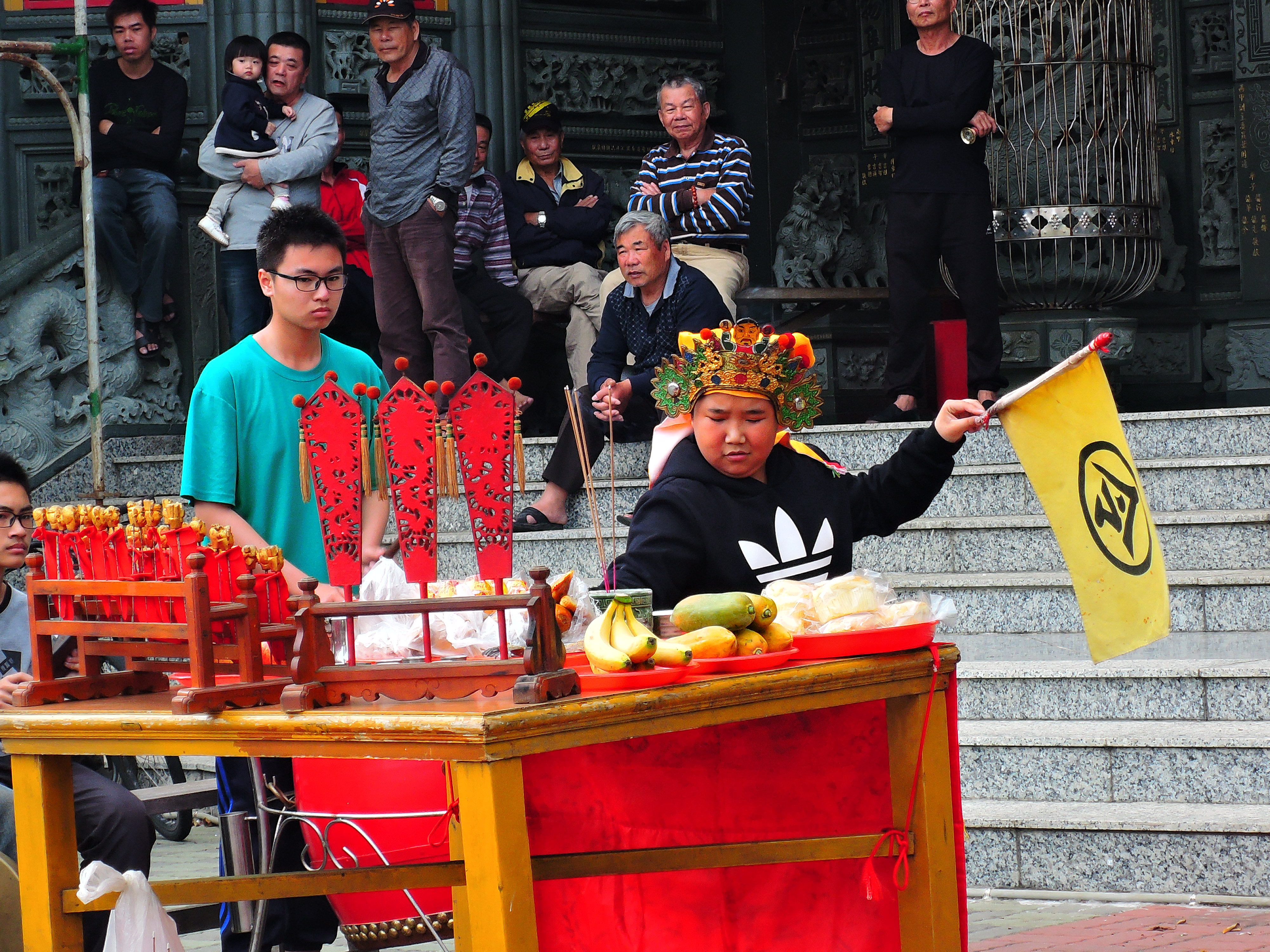
文澳祖師廟廟埕的小法犒軍儀式

澎湖法師源自福建閩南地區。澎湖的「法師」同「道士」一樣敬祀鬼神，但普遍而言，法師多附屬地方上宮廟，區域色彩較濃，法術、符令等傳承多倚仗口耳相傳，體系也未如道士流派般具制度化，所以法師的性質更近似原始宗教，如巫祝或巫醫般存在的民間信仰。
澎湖宮廟的「法師」與「道士」雖然在政府機關皆登記為「道教」，不過兩者其實有所差別，不僅服飾裝扮和所持法器大相逕庭，精神內涵更是涇渭分明。「法師」又稱「法官」或「福官」又或古稱的「壇頭」，服務對象是生者，主驅邪、避禍、治病等以扶民濟世；而「道士」又讀作「師公」或尊稱「道長」，則是替亡者招魂、開路，拔渡往生者早歸生方。

## 澎湖法師流派
1. 普庵派：以普庵禪師為宗師。普庵俗名余印肅，生於北宋徽宗政和五年（1115年），南宋高宗紹興四年（1134年）剃度出家，信徒廣遍江南、湖南一帶。澎湖地區凡承普庵流派的廟宇，計有109座，其中鎖港北極殿、龍門安良廟等皆有雕塑普庵祖師的金身來奉祀。[2][3]:26–33
2. 閭山派：奉許真君為法主。許真君即許遜，又稱慈濟真君或感天大帝。許遜早年習法修道，在西晉初年，任官出仕期間，遭逢瘟疫流行，傳有許遜以神力符咒治癒疾民的神蹟顯現，後乃聲名大噪，追隨者眾，漸成流派。澎湖地區凡繼閭山流派的廟宇，計有30座，奉祀許真君金身的廟宇有菓葉玉皇宮與嵵裡水仙宮等。[2][3]:26–33
3. 九天玄女派：龍門安良廟原屬普庵派，卻於1997年一度改為「九天玄女派」，不過又於2002年回歸普庵派迄今。[3]:26–33
4. 疑似摩尼教：摩尼教又稱明教，來自西域波斯，在唐代中葉開始在中原傳播，信徒多活躍於浙江、福建等沿海各省，一直到明太祖洪武年間才被查禁。根據澎湖文史工作者甘村吉的說法，湖西鄉南寮保寧宮的符令獨樹一幟，與澎湖其他廟宇等大異其趣，兼之保寧宮法師先祖許返清曾有遊歷東南沿海一帶的經歷，是故懷疑其符令乃被摩尼派影響所致；不過此一說法僅為臆測，尚未有結論定之。[3]:26–33（南寮保寧宮與北寮保安宮均登錄為「閭山派」。）

## 圖輯

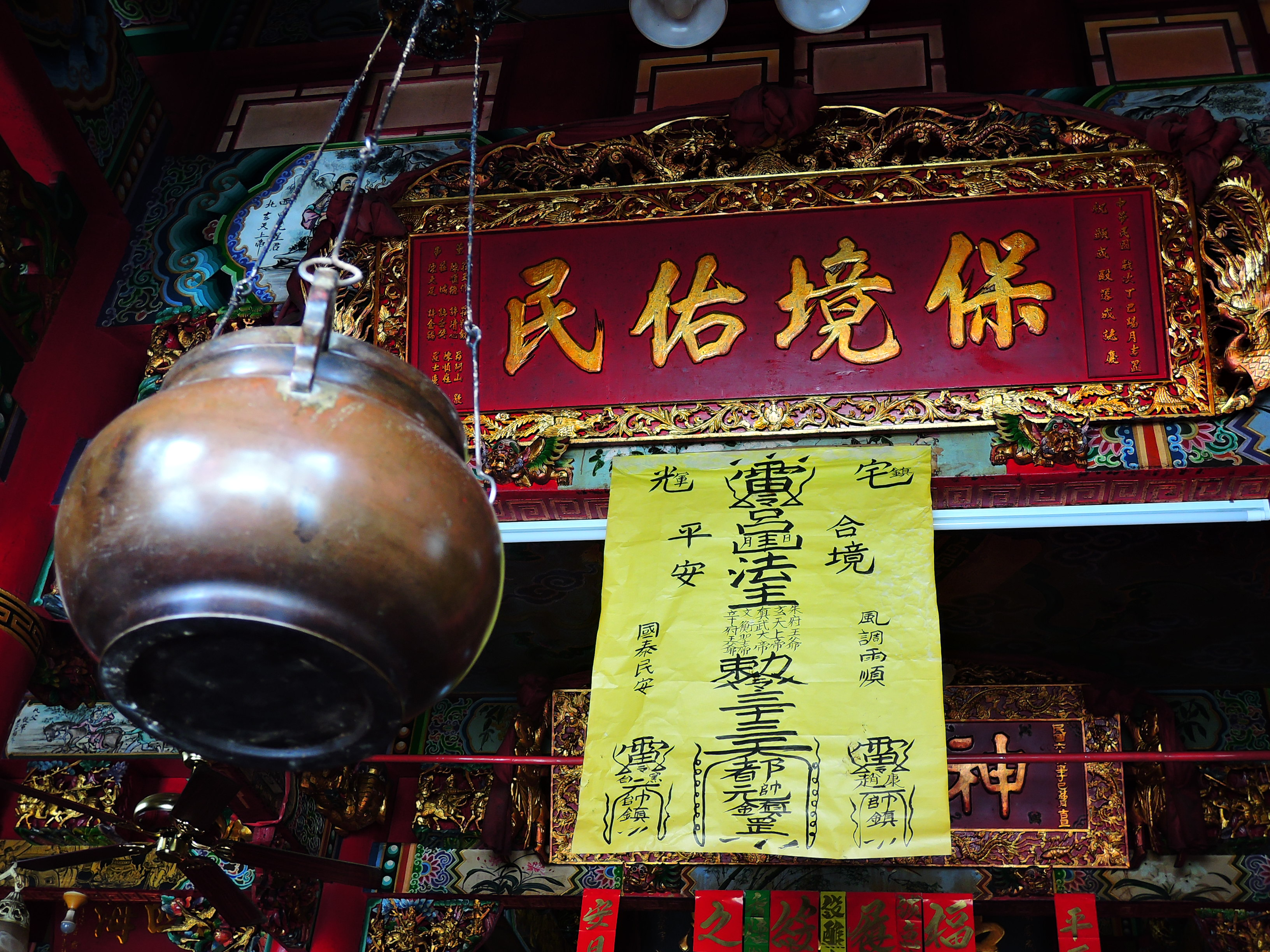
【閭山派】石泉朱王廟，大符雷令
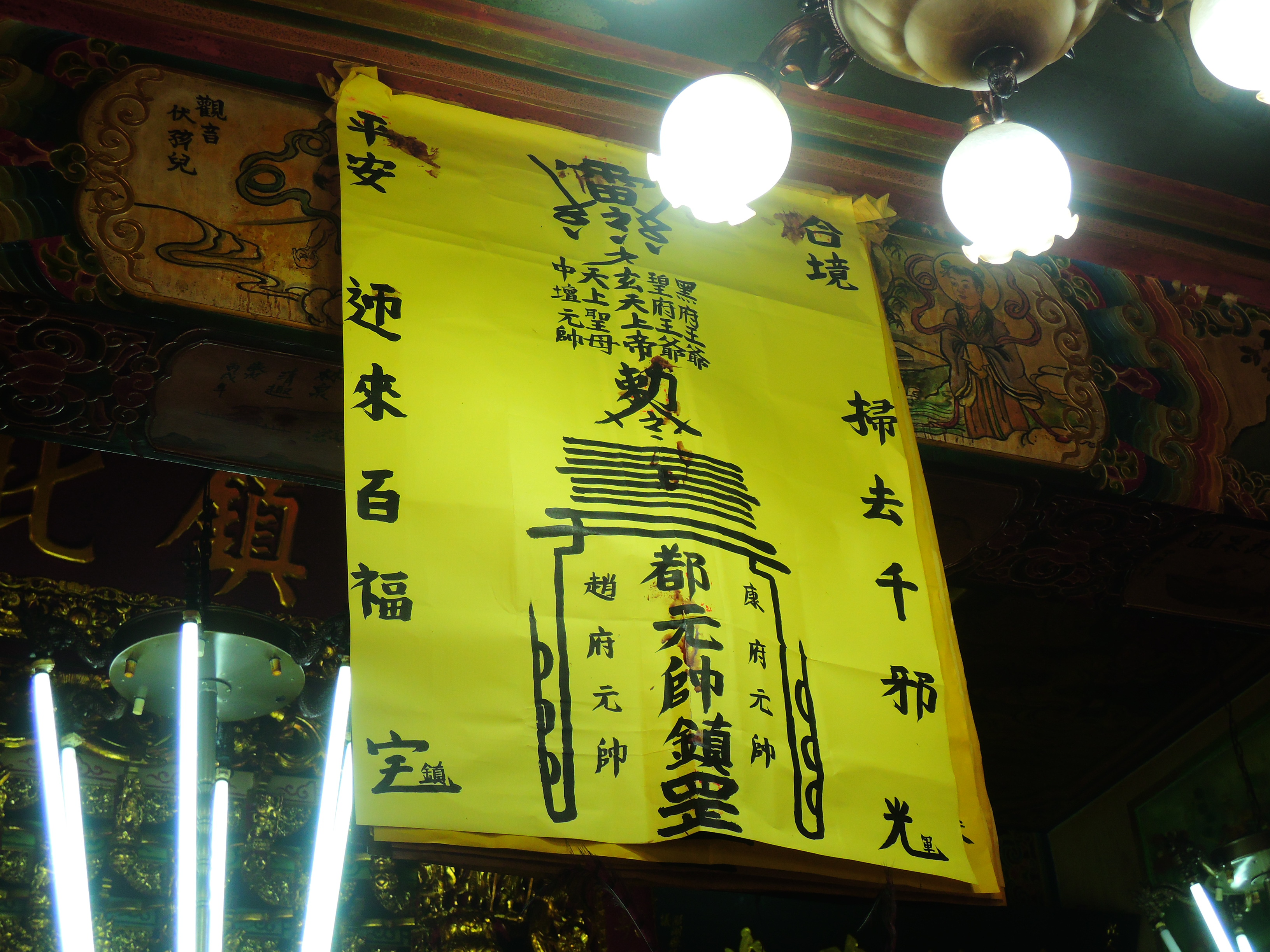
【普庵派】大池治安宮，大符雷令
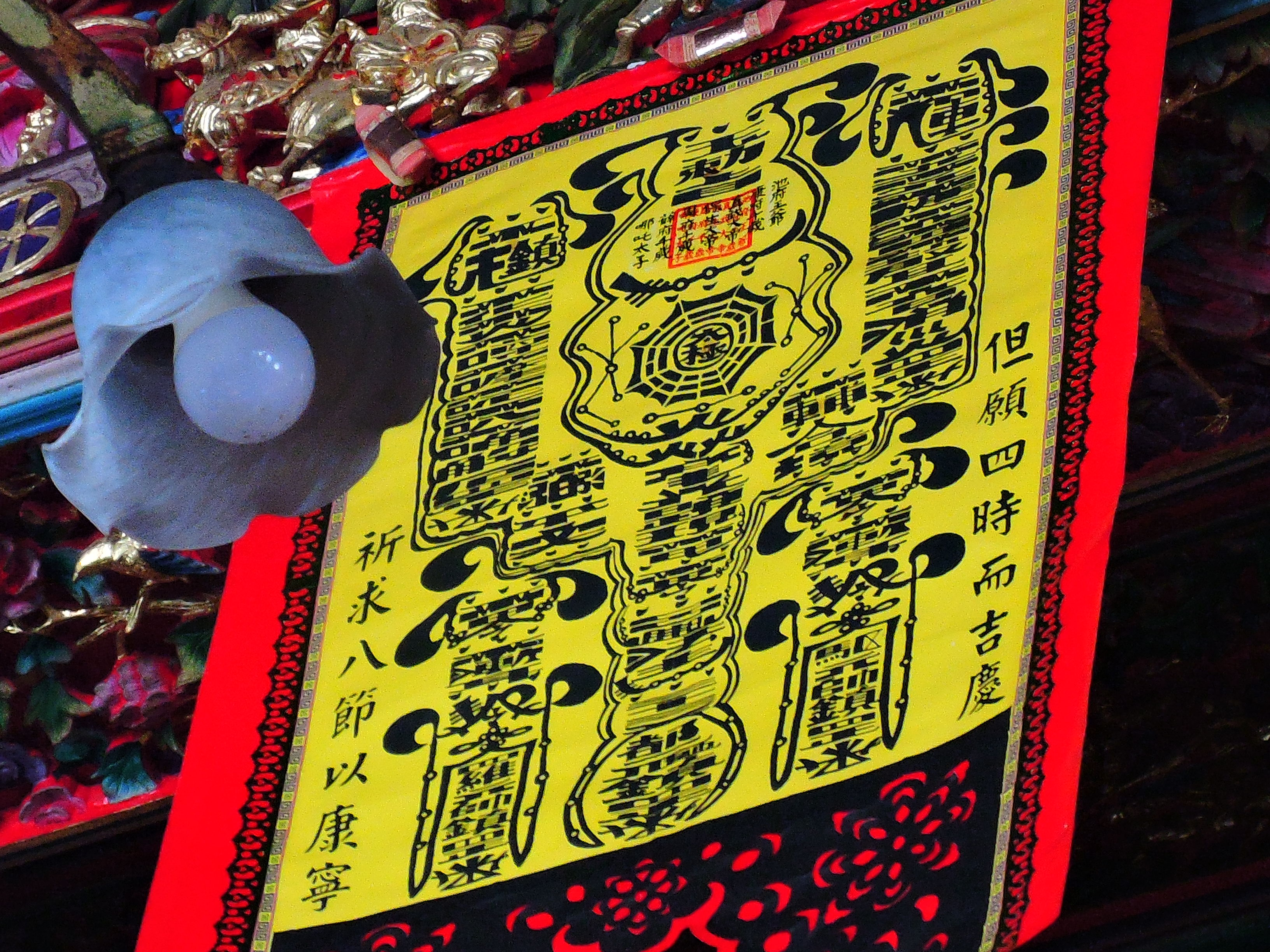
【疑似摩尼派】北寮保安宮．大符雷令
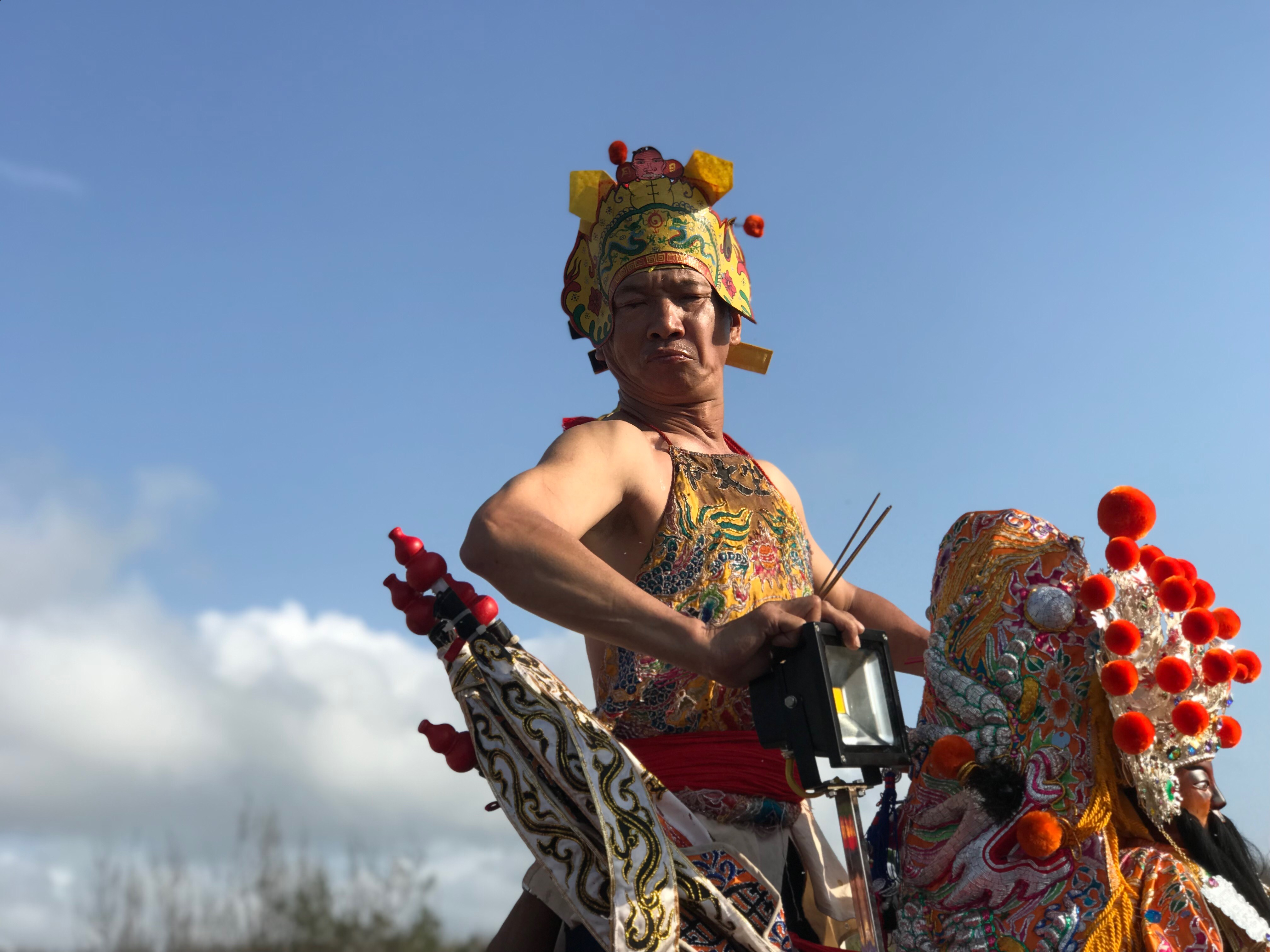
【疑似摩尼派】南寮保寧宮扶乩儀式
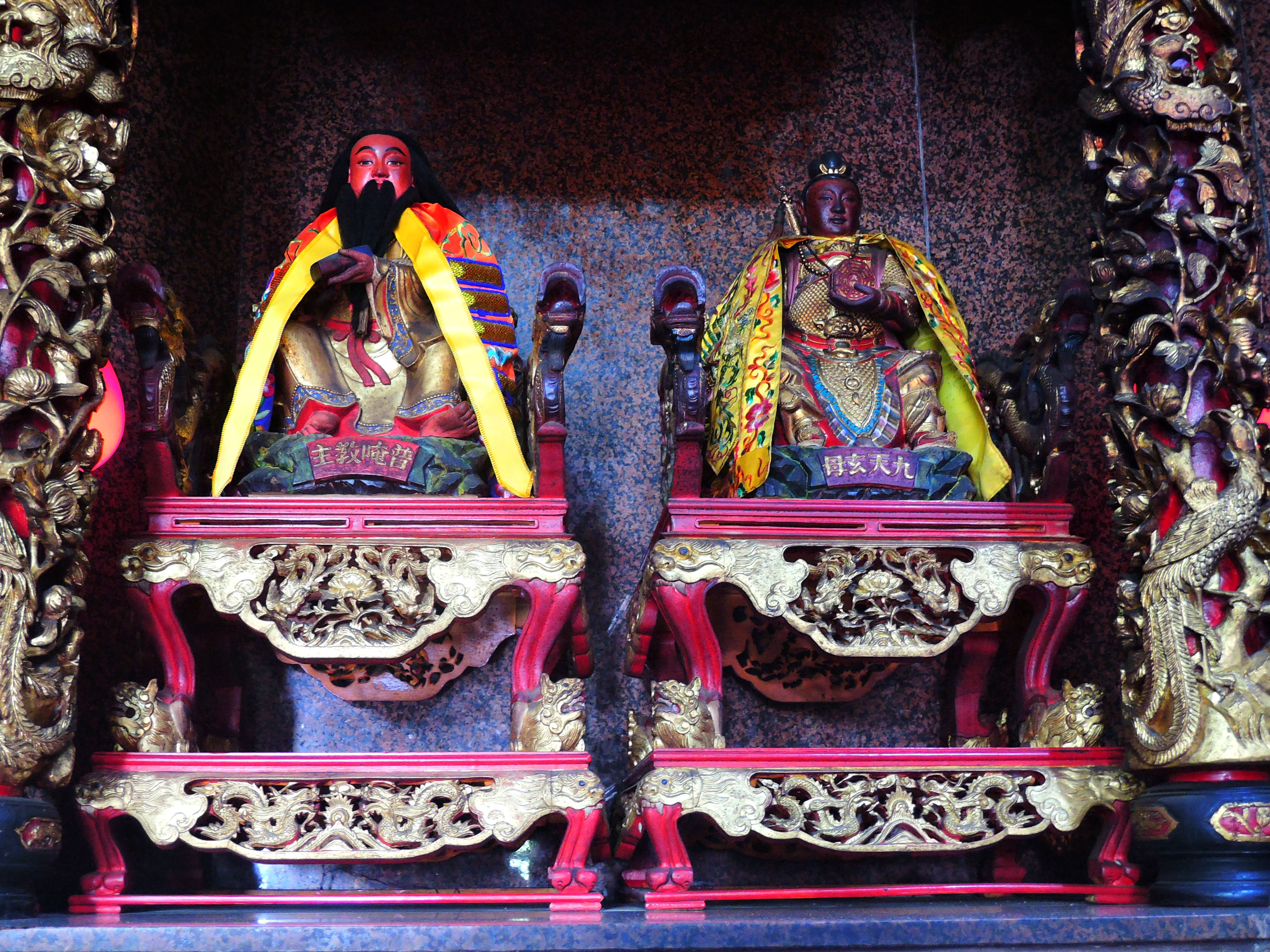
【前九天玄女派】供於龍門安良廟之普庵尊王、九天玄女像。

## 澎湖廟宇法師流派列表
根據甘村吉所製「澎湖法師傳承口述的系統與派別表」，茲略引如下：
| 法師派別   | 支派                                | 廟宇       | 傳承廟宇                                         |
| ---------- | ----------------------------------- | ---------- | ------------------------------------------------ |
| 普庵派     | 玉皇勅令勅令支派                    | 東甲北極殿 | 東文溫極殿、講美龍德宮、東坪蕭府廟、西吉西吉宮   |
| 普庵派     | 玉皇勅令勅令支派                    | 文澳祖師廟 | 吉貝武聖殿、合界威揚宮、大池治安宮等             |
| 普庵派     | 玉皇勅令勅令支派                    | 林投鳳凰殿 | 隘門三聖殿、鎖港北極殿、太武玄靈殿、鐵線祖師廟   |
| 普庵派     | 玉皇勅令勅令支派                    | 湖西天后宮 | 北寮保安宮、赤崁龍德宮                           |
| 普庵派     | 玉皇勅令勅令支派                    | 西溪北極殿 | 大城北北極殿、東石泰靈殿                         |
| 普庵派     | 玉皇勅令勅令支派                    | 外垵溫王廟 | 小門震義宮、池西關帝廟                           |
| 普庵派     | 玉皇勅令勅令支派                    | 將軍將軍廟 | 中社五府千歲廟、水垵李王宮                       |
| 普庵派     | 玉皇勅令雷令支派                    | 鼎灣開帝殿 | 青螺真武殿                                       |
| 普庵派     | 玉皇勅令雷令支派                    | 重光威靈殿 | 北甲北辰宮、西衛宸威殿、竹灣大義宮、火燒坪靈光殿 |
| 普庵派     | 玉皇勅令雷令支派                    | 鎖港北極殿 | 鐵線祖師廟                                       |
| 普庵派     | 玉皇勅令雷令支派                    | 成功天軍殿 | 尖山顯濟殿、東石泰靈殿                           |
| 普庵派     | 玉皇勅旨勅令支派                    | 案山北極殿 | 重光威靈殿、通樑保安宮、大倉水仙宮、後寮威靈宮   |
| 普庵派     | 玉皇勅旨勅令支派                    | 沙港廣聖殿 | 南甲海靈殿                                       |
| 普庵派     | 玉皇勅旨雷令支派                    | 城前明新宮 | 中西代天宮、潭邊東明宮                           |
| 普庵派     | 玉皇勅旨雷令支派                    | 中屯永安宮 |                                                  |
| 普庵派     | 玉皇勅旨雷令支派                    | 菜園東安宮 |                                                  |
| 普庵派     | 雷令支派                            | 烏崁靖海宮 |                                                  |
| 普庵派     | 雷令支派                            | 鳥嶼福德宮 |                                                  |
| 普庵派     | 雷令、勅令支派                      | 合界威揚宮 | 大池治安宮                                       |
| 普庵派     | 玉皇勅令36天玄都元帥勅令支派        | 潭邊東明宮 |                                                  |
| 閭山派     | 玉皇勅令或玉皇帝勅、 呂山法主、勅令 | 內垵池王殿 |                                                  |
| 閭山派     | 玉皇勅令或玉皇帝勅、 呂山法主、勅令 | 風櫃溫王殿 | 桶盤福海宮、赤馬李王廟、二崁二興宮               |
| 閭山派     | 玉皇勅令、雷令支派                  | 嵵裡水仙宮 |                                                  |
| 閭山派     | 雷令、呂山、法主、勅令              | 山水上帝廟 |                                                  |
| 閭山派     | 雷令、呂山、法主、勅令              | 菓葉聖帝廟 |                                                  |
| 閭山派     | 雷令、呂山、法主、勅令              | 井垵上帝廟 | 石泉朱王廟、前寮朱王廟、將軍將軍廟               |
| 閭山派     | 雷令、呂山、法主、勅令              | 紅羅北極殿 | 橫礁五天宮、員貝龍興宮                           |
| 閭山派     | 雷令支派                            | 西湖玉蓮寺 |                                                  |
| 閭山派     | 雷令支派                            | 海豐吳府宮 | 西吉西吉宮（今西吉宮行臺）、東坪蕭府廟           |
| 疑似摩尼派 | 玉勅旨、雷令                        | 後寮威靈宮 | 北寮保安宮                                       |
| 疑似摩尼派 | 玉勅旨、雷令                        | 後寮威靈宮 | 南寮保寧宮                                       |